# 東京都福祉保健局
東京都福祉保健局（とうきょうとふくしほけんきょく、英称：Tokyo Metropolitan Government Bureau of Social Welfare and Public Health）は、2023年（令和5年）6月まで存在した、東京都の知事部局の一つ。同年7月1日付で「福祉局」「保健医療局」の二つに分割された。
福祉保健局時代の業務内容は、子育て支援施策、障害者や高齢者に対する保健・福祉施策、医療提供体制の整備、健康づくりや医療費助成などの施策、社会福祉施設に対する指導検査、若年被害女性等支援事業、生活保護や国民健康保険制度の円滑な運営に関する事務などである。新型インフルエンザや食品偽装問題などの健康危機に対して迅速かつ総合的な対応を図るため、食品・医薬品の監視指導、環境保健対策、感染症対策も行う。2020年（令和2年）以降は新型コロナ禍への対応も担った。
2004年（平成16年）8月に「福祉局」「健康局」を統合して発足した後、知事部局では最大の局へと拡大を続け、廃止直前では、傘下の部は12と最多、職員数は約4750人で第2位の東京都主税局（約2860人）を大きく引き離していた。再編後は幹部ポストが増えることなどにより、職員数は福祉局が2832人、保健医療局が1954人と合計で約40人の増員となる。

## 沿革
- 1943年：東京都制施行。「民政局」が規定された[5]。
- 1946年：「衛生局」が規定された[5]。
- 1980年：「民政局」から「福祉局」に改称[6]。
- 2002年：「衛生局」から「健康局」に改称[7]。
- 2004年：「福祉局」から「福祉保健局」に改称。健康局は廃止[8]。
- 2004年～2022年：実施見送りないし規模を縮小した2020年・2021年を除く毎年、財政援助団体等監査で社会福祉法人等に対する補助金の過大交付を指摘された[9][10]。
- 2022年
  - 重要困難課題や保健医療・福祉の横断課題への対応力を高めるため、「企画部」を設置[11]。
- 2023年
  - 1月4日：厚生労働省が定め東京都が2021年から実施している若年被害女性等支援事業[12][13][14]に関して、住民監査請求による監査の結果、その経費について再調査を行うことなどが勧告された[15]（詳細は「東京都監査事務局」「暇空茜」「colabo」を参照）
  - 1月27日：小池百合子東京都知事が記者会見で、福祉保健局を7月に廃止し、福祉局と保健医療局を新設することが発表された[2][3]。
  - 7月1日：後継組織である福祉局と保健医療局が発足し、前日を以って廃止[1]。

## 事業所

### 総務部
局の庶務、議会、文書、組織、広報広聴、調査・統計、企画調整、予算、決算、会計、契約、財産及び物品の管理、工事、人事、定数、福利厚生、研修、区市町村との連絡調整、監理団体に係る調整等の事務を行っていた。

### 指導監査部
指導検査の総合調整、社会福祉法人設立認可、介護保険事業者、養護・有料老人ホーム障害福祉サービス事業者、保護施設、保育所、保険医療機関及び保険薬局等への指導検査に関する事務を行っていた。

### 医療政策部
医療政策の企画調整、医療改革の推進、地域医療対策、救急医療、災害医療、小児救急医療、周産期医療、へき地医療、医療施設等許認可・監視指導、患者の声相談窓口、医療従事者確保対策、免許、医療社会事業、特別区内の死体検案及び解剖、看護師の養成に関する事務を行っていた。

### 保健政策部
保健政策の企画調整、保健所事務事業の調整・管理、健康づくりの推進、成人保健対策、難病対策、被爆者援護、臓器移植・献血対策、医療費助成、国民健康保険事業の計画、区市町村・国保団体等指導、審査会、精神保健福祉・難病対策等の専門的対人保健サービス、医事・薬事衛生・食品保健等の生活環境保健サービスに関する事務を行っていた。

### 生活福祉部
生活福祉の企画調整、旧軍人等の恩給、生活保護、保護施設及び無料低額宿泊所の運営指導、低所得者対策、路上生活対策、中国帰国者対策、山谷対策、福祉人材対策、福祉のまちづくりに関する事務を行っていた。

### 高齢社会対策部
高齢者施策の企画調整、高齢者保健福祉計画の策定、介護保険に係る、財政、区市町村に対する技術的助言、指定居宅サービス事業者等の指定・運営指導等、審査会、高齢者の在宅福祉、認知症高齢者への支援、施設事業者の運営指導、介護老人福祉施設等の整備費補助、ナーシングホームなど都立高齢者施設等の管理・運営に関する事務を行っていた。

### 少子社会対策部
子供・家庭・女性施策の企画調整、子供家庭支援、児童相談所、非行児童支援、医療費助成、母子保健、ひとり親家庭の支援、女性福祉施策、児童手当、社会的養護、里親、保育対策に関する事務を行っていた。

### 障害者施策推進部
障害者施策の企画調整、障害者計画の作成、事業者指定、障害者の日中活動支援、就労支援、社会参加、障害者の居住に関する支援、施設事業者の運営指導、都立障害者施設の運営、精神障害者保健福祉手帳の交付、精神障害者の保健医療、障害者の医療支援、発達障害、高次脳機能障害等の支援体制の整備、東京2009アジアユースパラゲームズの計画・運営、身体障害者手帳の交付、補装具の判定、肢体不自由者更生施設の運営、愛の手帳交付、愛の手帳判定に関する事務を行っていた。

### 健康安全部
健康安全対策の企画調整、安全性情報の提供、食品の安全確保対策、食中毒対策、薬事関係免許、薬物乱用防止対策、医薬品等の許認可、薬事法等に基づく監視指導、医薬品の広告の適正化、毒劇物・違法ドラッグ対策、国有ワクチンの供給調整、環境に係る健康影響対策、アレルギー・花粉症対策、各種生活衛生対策、動物愛護管理、動物由来感染症対策、水道施設の認可、感染症・結核・後天性免疫不全症候群等の予防対策、感染症・食品・医薬品・水質・環境汚染物質等の試験検査・調査研究・大規模食品製造業・広域に流通する食品・輸入食品等の監視指導・建物衛生対策、薬用植物・有毒植物等の栽培研究・知識の普及啓発、市販生薬の監視指導に必要な標本の整備、都内の卸売市場内に流通する食品の監視指導・試験検査、牛・豚等のと畜に関する検査、輸入食肉や移入枝肉の監視及び検査、犬・猫の捕獲・収容・引取り・譲渡、動物愛護思想の普及啓発、動物取扱業の監視指導、犬・猫の終末処理に関する事務を行っていた。

### 感染症対策部
感染症対策部は、東京都における2019年コロナウイルス感染症の流行への対応のため、2020年に設立された。併せて、7月13日付で感染症対策部と健康安全部を専管する健康危機管理担当局長も新設された。

### 都立病院支援部
2022年、都立病院及び公立病院を運営する地方独立行政法人（東京都立病院機構）の設立に伴い発足。

## 関係団体

### 政策連携団体
- 公益財団法人東京都福祉保健財団[18]
- 公益財団法人東京都医学総合研究所[18]
- 公益財団法人城北労働・福祉センター[18]
- 社会福祉法人東京都社会福祉事業団[18]

### 報告団体
- 一般社団法人東京バス協会[19]
- 公益財団法人東京都生活衛生営業指導センター[19]

## マスコットキャラクター
- プランちゃん